# Nicolea lobulata
Nicolea lobulata är en ringmaskart som beskrevs av Hartmann-Schröder 1965. Nicolea lobulata ingår i släktet Nicolea och familjen Terebellidae. Inga underarter finns listade i Catalogue of Life.